# ولیکا واس
ولیکا واس (به لاتین: Velika Ves) یک زیستگاه انسانی در کرواسی است.